# Juan Llerena
Juan Llerena är en ort i Argentina.   Den ligger i provinsen San Luis, i den centrala delen av landet, 700 km väster om huvudstaden Buenos Aires. Juan Llerena ligger 790 meter över havet och antalet invånare är 272.
Terrängen runt Juan Llerena är huvudsakligen platt, men österut är den kuperad. Runt Juan Llerena är det glesbefolkat, med 8 invånare per kvadratkilometer..
Omgivningarna runt Juan Llerena är i huvudsak ett öppet busklandskap.